# کریستوفر کانلی
کریستوفر کانلی انگلیسی: Christopher Connelly (زاده ۸ سپتامبر ۱۹۴۱ - درگذشته ۷ دسامبر ۱۹۸۸) بازیگر آمریکایی بود.
از کارهای معروف او می‌توان به بازی در فیلم‌های ماه دروغگو اشاره کرد.